# (34211) 2000 QE68
2000 QE68 (asteroide 34211) é um asteroide da cintura principal. Possui uma excentricidade de 0.11615640 e uma inclinação de 11.26237º.
Este asteroide foi descoberto no dia 28 de agosto de 2000 por LINEAR em Socorro.